# Římskokatolická farnost Bílá Voda
Římskokatolická farnost Bílá Voda je územní společenství římských katolíků v rámci děkanátu Jeseník ostravsko-opavské diecéze.

## Historie
V Bílé Vodě se farnost připomíná poprvé v roce 1564. V roce 1723 byla zde zřízena piaristická kolej s kostelem Navštívení Panny Marie. Jednalo se tehdy o první piaristickou kolej v celém Slezsku. Piaristé zároveň převzali duchovní správu místní farnosti. Piaristická kolej zanikla v důsledku osvícenských školských reforem (které klášterním školám příliš nepřály) na přelomu 18. a 19. století. Kněží tohoto řádu zde nicméně působili až do roku 1938 jako správci místní farnosti. V roce 1832 byl v přifařených Horních Hošticích vystavěn kostel sv. Jana Nepomuckého.
Do budov bývalé koleje bylo v roce 1876 přeneseno sídlo Slezské provincie Chudých školských sester naší Paní, protože řeholnice byly v důsledku Kulturkampfu vyhnány ze svého dosavadního působiště – z Vratislavi. Po dvaceti letech se mohly vrátit na své původní působiště.
V letech 1950–1989 kolej sloužila jako centralizační klášter pro řeholnice, kterým byl komunistickým režimem znemožněn normální řeholní život. Až do roku 1996 zde zůstaly – již ve svobodě – Chudé školské sestry naší Paní. Ve farnosti začal v 90. letech 20. století působit Institut Krista Velekněze, založený slovenským knězem Mariánem Kuffou.
Farnost má sídelního duchovního správce, který je zároveň administrátor ex currendo ve farnostech Bílý Potok, Skorošice a Vlčice a také představeným bělovodské komunity Institutu Krista Velekněze.

## Bohoslužby
| Kostel                        | Místo         | Bohoslužba                                | Bohoslužba | Poznámka                            |
| ----------------------------- | ------------- | ----------------------------------------- | ---------- | ----------------------------------- |
| Kostel Navštívení Panny Marie | Bílá Voda     | neděle                                    | 9.30       | farní kostel                        |
| Kaple                         | Bílá Voda     | pondělí úterý středa čtvrtek pátek sobota | 7.15 8.00  | v budově Institutu Krista Velekněze |
| Kostel sv. Jana Nepomuckého   | Horní Hoštice | neděle                                    | 15.30      | filiální kostel                     |